# Cascada de Fumaça (Bahia)
La cascada de Fumaça (en portuguès brasiler, cachoeira da Fumaça; «cascada de fum») és una cascada brasilera situada al municipi de Palmeiras, a Vale do Capão, dins del Parc nacional de la Xapada Diamantina, regió central de l'estat brasiler de Bahia.
És «un dels punts més monumentals i més visitats de la Xapada Diamantina», segons la Companyia de recerca de recursos minerals (Companhia de Pesquisa de Recursos Minerais, CPRM). Amb 340 metres d'alçada, es troba entre les més altes del país, i entre aquestes, és la de més fàcil accés.

## Característiques
Situat a 1280 metres d'altitud i amb un desnivell de gairebé 400 metres on l'aigua, per la seva gran alçada, no arriba a la base durant la major part de l'any a causa del vent, oferint un «espectacular escena» única amb el cabal tornant a pujar en petites gotes amb les ratxes d'aire que provenen de la Vall de Capão. Tanmateix, depenent de l'estació, pot quedar completament seca.

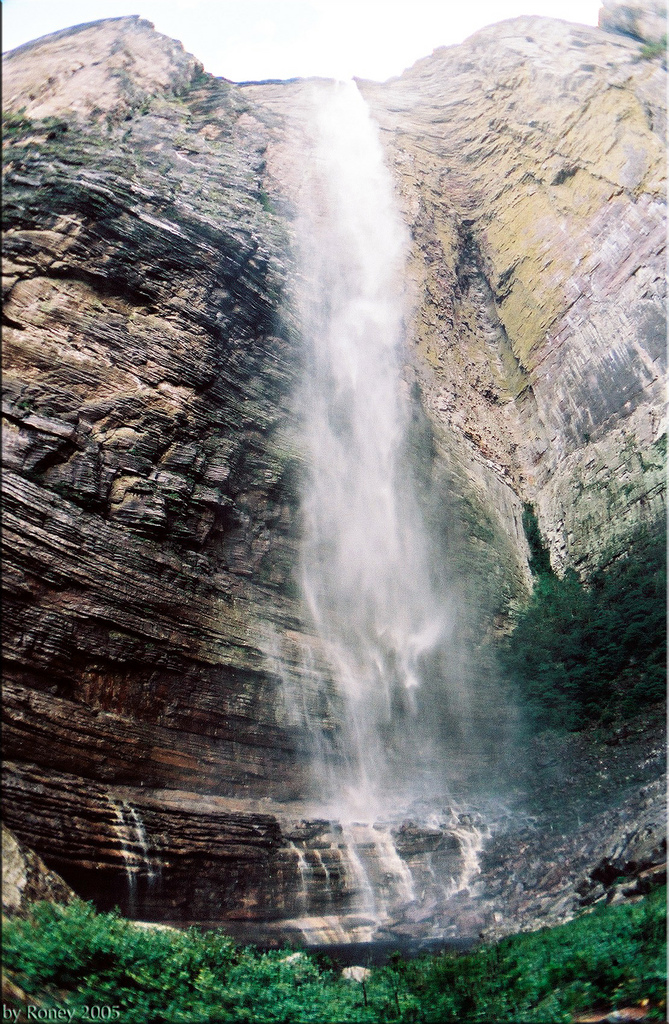
Vista inferior de la cascada

Geològicament té unes característiques remarcables, fins al punt que l'any 2010 es va proposar la seva inclusió com a Patrimoni de la Humanitat per la UNESCO, per les seves geoformes. És a prop de la població de Caetê-Açu i des del cim on comença la caiguda hi ha una visió de les formacions geològiques que caracteritzen la regió.

## Turisme
La gent local sabia sobre la cascada, però un públic més ampli se'n va assabentar després que el pilot George Glass la va donar a conèixer el 1960.
La visita està controlada per l'Associació de Guies de la Vall de Capão (Associação de Condutores do Vale do Capão, ACVVC). L'accés és raonablement difícil ja que és una pujada forta, que disminueix tan bon punt s'arriba al cim de la muntanya.
El camí que porta a la cascada a partir de Lençóis té uns 6 km de llargada, i no s'ha de seguir sense l'acompanyament d'un guia. El 8 de març de 2023, tres turistes israelians s'hi van perdre durant un dia, fins que van ser rescatats, tots ja presentaven signes de deshidratació, per nou bombers de la ciutat d'Itaberaba.

## Película
A la pel·lícula índia Dhoom 2 (2006), hi ha una escena a la cascada on Sunehri (Aishwarya Rai) s'atreveix a saltar sense cap mecanisme de suport per guanyar-se la confiança d'Aryan (Hrithik Roshan). Ho fa només per fer-lo saltar darrere d'ella amb un cordó elàstic.